# Бадулешти (Арђеш)
Бадулешти (рум. Bădulești) насеље је у Румунији у округу Арђеш у општини Уда. Oпштина се налази на надморској висини од 381 m.

## Становништво
Према подацима из 2002. године у насељу је живело 61 становника, од којих су сви румунске националности.